# Samuel Andani González
Samuel Andani González (Atizapán de Zaragoza, Estado de México; 10 de julio de 2003) es un futbolista mexicano, juega como Delantero y su equipo actual es el Atlante F.C. de la Liga de Expansión MX.

## Trayectoria
Formación en AEM Fútbol Club, Monterrey FC, Club Necaxa y Club Puebla
Inicio en el año 2018 con el equipo de AEM Fútbol Club en tercera división, donde anotó 31 goles en 35 partidos en fase regular, esos números le valieron llegar a la sub-17 de Rayados de Monterrey, en 2020 estuvo con Necaxa y en 2021 llegó al Puebla, donde en el Clausura 2023 recupero algo de su olfato goleador en sus inicios y se coronó campeón de goleo de la sub-20 con 11 goles, debutó con el primer equipo poblano en primera división el 22 de septiembre de 2023 ante UNAM entrando de cambio.

### Cancún FC
En 2024 es prestado al Cancún FC donde coincide con Luis Arce quien lo dirigió en las básicas del Puebla.